# Živilė Šarakauskienė
Živilė Šarakauskienė da nubile Čiukšytė (6 novembre 1976) è una scacchista lituana.
Detiene il titolo di Woman International Master (WIM, 2005). È stata quattro volte vincitrice del Campionato Lituano Femminile di Scacchi (1998, 2002, 2009, 2011). 
Nel 2012 si è trasferita in Inghilterra e ora la nelle competizioni internazionali.
È sorella di Dagnė Čiukšytė e moglie di Gediminas Šarakauskas, entrambi scacchisti.